# 愛媛県立北宇和高等学校
愛媛県立北宇和高等学校（えひめけんりつきたうわこうとうがっこう）は、愛媛県北宇和郡鬼北町にある高等学校である。

## 所在地
- 798-1397 北宇和郡鬼北町近永942

## 沿革
- 1938年
  - 4月 - 愛媛県立北宇和農業学校開校、第一回入学式。
- 1948年 - 愛媛県立北宇和高等学校に改称、日吉分校及び三島分校開校。愛媛県立松丸高等学校開校。
- 1957年 - 松丸高校を併合、松丸分校とする。
- 1962年 - 食品化学科設置。松丸分校廃校。
- 1965年 - 定員増が認められ310名となる（1学年あたり）。
- 1971年 - 三島分校廃校。
- 1991年 - 農業科募集停止、生産科学科設置。
- 2001年 - 生産科学科募集停止、生産食品科設置。
- 2008年 - 愛媛県の県立学校再編計画により、日吉分校の募集停止（2009年度）が決定。
- 2012年 - 日吉分校廃校。
- 2021年 - 全国募集募集枠を5％から各科15％に拡大。愛媛県立三間高等学校を併合して三間分校とする。

## 学科
- 普通科（定員80名）
- 生産食品科（定員40名）

## 近隣[どこ?]
- 鬼北町立近永小学校
- 広見郵便局
- 国道441号
- 愛媛県道316号奈良近永線
- 奈良川

## 進路
平成18年度卒業生のうち、進学者55%（4年制大学進学者12%）、就職者43%

## アクセス
- JR予土線 近永駅から南西へ200m
- 宇和島バス 近永にて下車
- 愛媛県道57号広見三間宇和島線沿い

## 出身著名人
- 阪本壽明 （松野町長）
- 甲岡秀文 （元鬼北町長）
- 上甲秀男 （元プロ野球選手）
- 芝正 （元プロ野球選手）
- 木村真三 （放射線衛生学者）